# 대구포산초등학교
대구포산초등학교(大邱苞山初等學校)는 대한민국 대구광역시 달성군에 있는 공립 초등학교이다.

## 역사
- 2017년 2월 12일 대구포산초등학교 준공
- 2017년 3월 1일 대구포산초등학교 개교
- 2017년 3월 2일 25학급 편성(남학생 257명, 여학생 205명 계 462명)
- 2017년 3월 2일 초대 김희자 교장 취임